# Lockland
Lockland és una vila dels Estats Units a l'estat d'Ohio. Segons el cens del 2000 tenia 3.707 habitants.

## Demografia
Segons el cens del 2000, Lockland tenia 3.707 habitants, 1.617 habitatges, i 902 famílies. La densitat de població era de 1.173,2 habitants/km².
Dels 1.617 habitatges en un 27,2% hi vivien nens de menys de 18 anys, en un 34,8% hi vivien parelles casades, en un 16,1% dones solteres, i en un 44,2% no eren unitats familiars. En el 36,9% dels habitatges hi vivien persones soles l'11,8% de les quals corresponia a persones de 65 anys o més que vivien soles. El nombre mitjà de persones vivint en cada habitatge era de 2,29 i el nombre mitjà de persones que vivien en cada família era de 2,99.
Per edats la població es repartia de la següent manera: un 24% tenia menys de 18 anys, un 9,4% entre 18 i 24, un 33,2% entre 25 i 44, un 21,5% de 45 a 60 i un 11,9% 65 anys o més.
L'edat mediana era de 36 anys. Per cada 100 dones de 18 o més anys hi havia 101 homes.
La renda mediana per habitatge era de 28.292 $ i la renda mediana per família de 33.984 $. Els homes tenien una renda mediana de 30.638 $ mentre que les dones 22.755 $. La renda per capita de la població era de 15.661 $. Aproximadament el 14,2% de les famílies i el 17,1% de la població estaven per davall del llindar de pobresa.

## Poblacions properes
El següent diagrama mostra les poblacions més properes.